# Snäckglada
Snäckglada (Rostrhamus sociabilis) är en amerikansk fågel i familjen hökar. Den förekommer i våtmarker från Florida i USA och östra Mexiko söderut till norra Argentina. Arten är specialiserad på äppelsnäckor som föda, därav namnet. Beståndet anses vara livskraftig.

## Utseende och läten
Snäckgladan är en 41–46 cm lång mörk rovfågel med en tunn och mycket nöjd svart näbb. I flykten syns långa rundade vingar, en lång tvärt avskuren stjärt och vitt på övergump och stjärtbas. Ögonen är röda med orangeröda ben och likfärgad vaxhud. Hanen är enhetligt gråsvart, honan är mer sotbrun ovan med ett ljust ögonstreck och beigefärgad undersida med bruna fläckar och streck. Lätet beskrivs som ett snabbt och nasalt ”ke-ke-ke-ke”.
Ytligt sett är snäckgladan mycket lik smalnäbbsglada (Helicolestes hamatus), som även den har liknande smal näbb och gråsvart fjäderdräkt. Den skiljer sig dock i proportionerna: mindre och sattare med kortare och bredare vingar, kortare tvärt avskuren stjärt och i flykten snabbare vingslag. Den har vidare gulvita ögon, ej röda. I flykten framstår stjärten som ännu kortare i kombination med de breda vingarna och den saknar helt inslag av vitt. Könen är också lika.

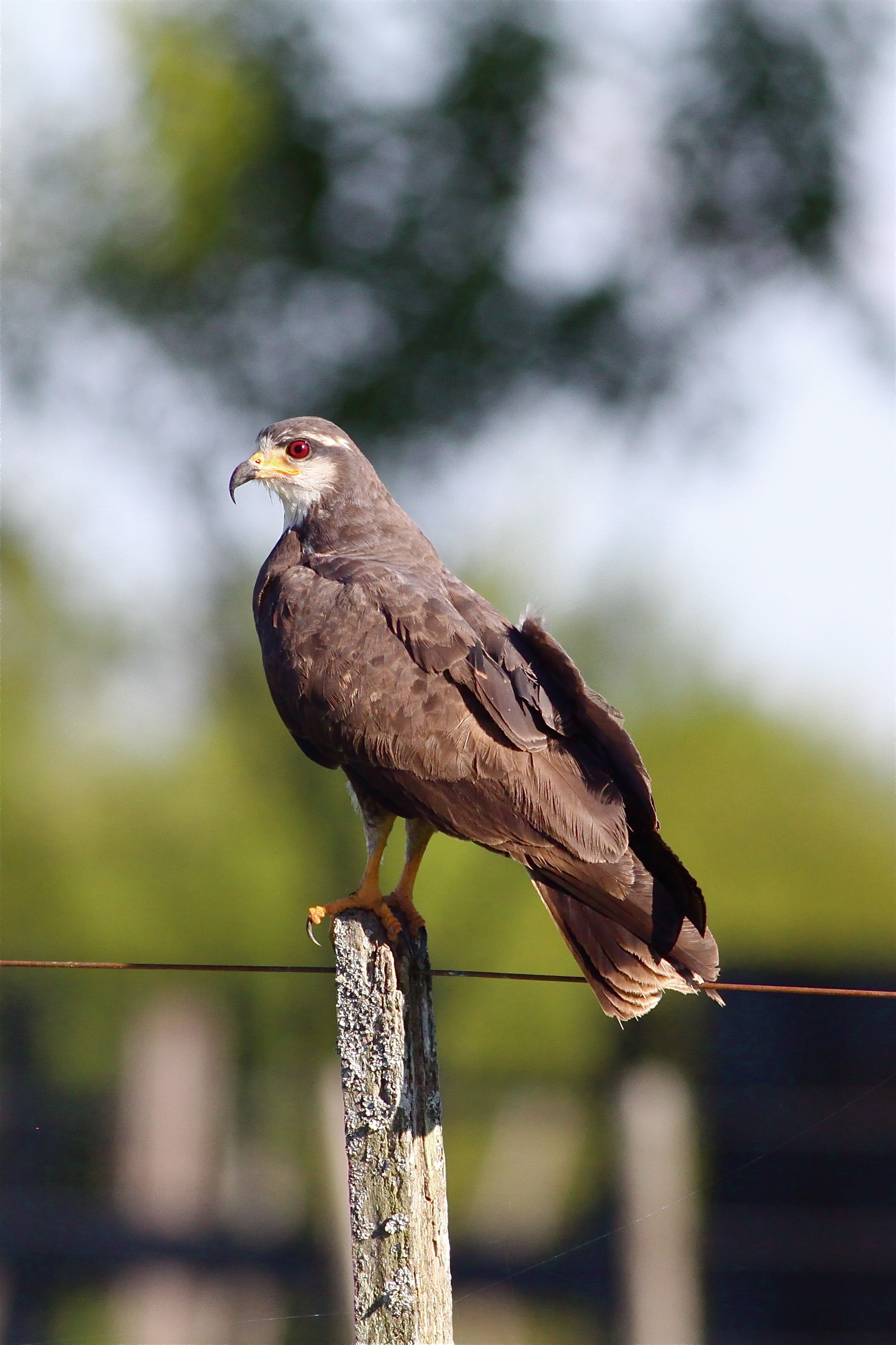
Adult hona
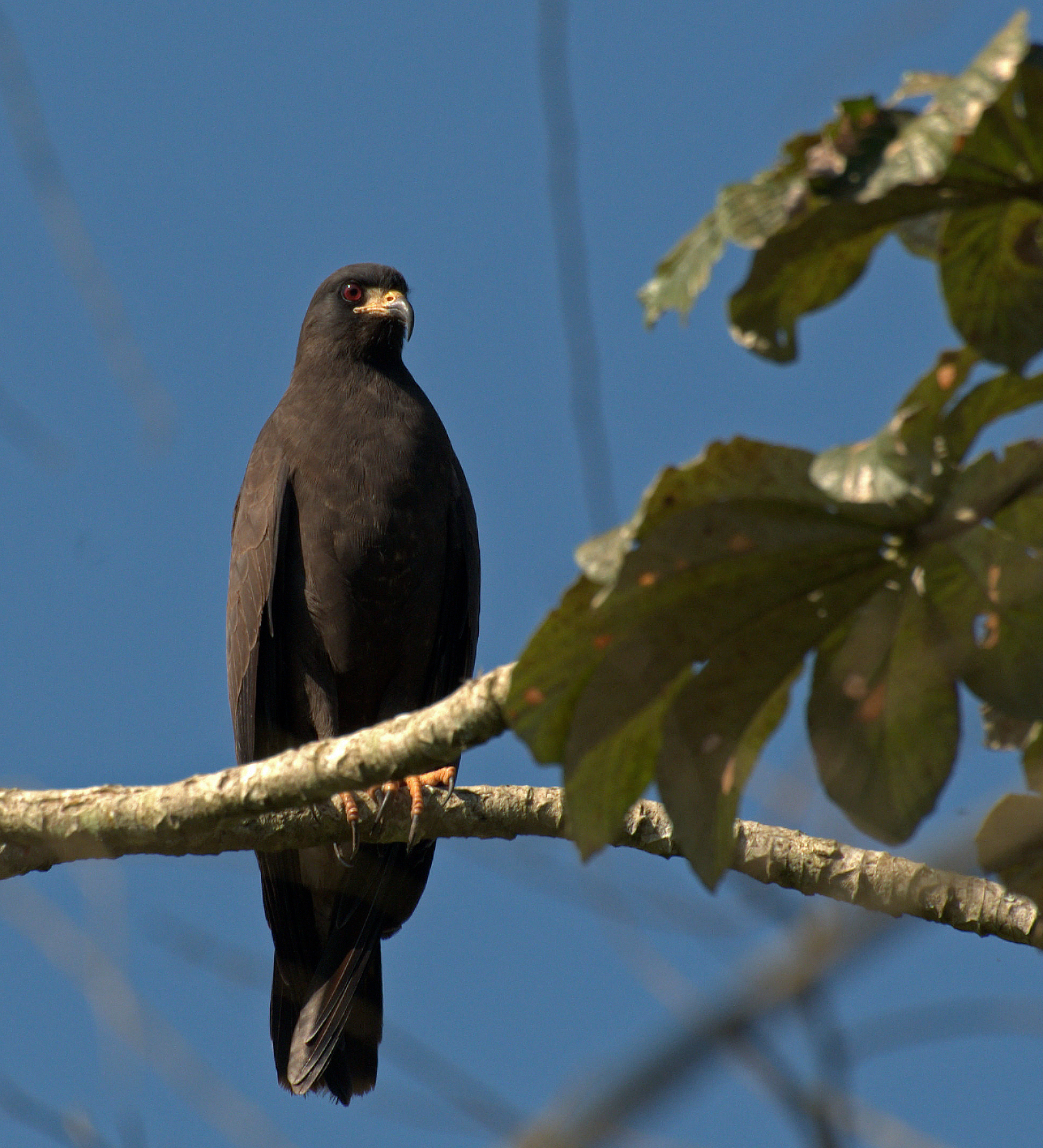
Adult hane i Sao Paulo, Brasilien
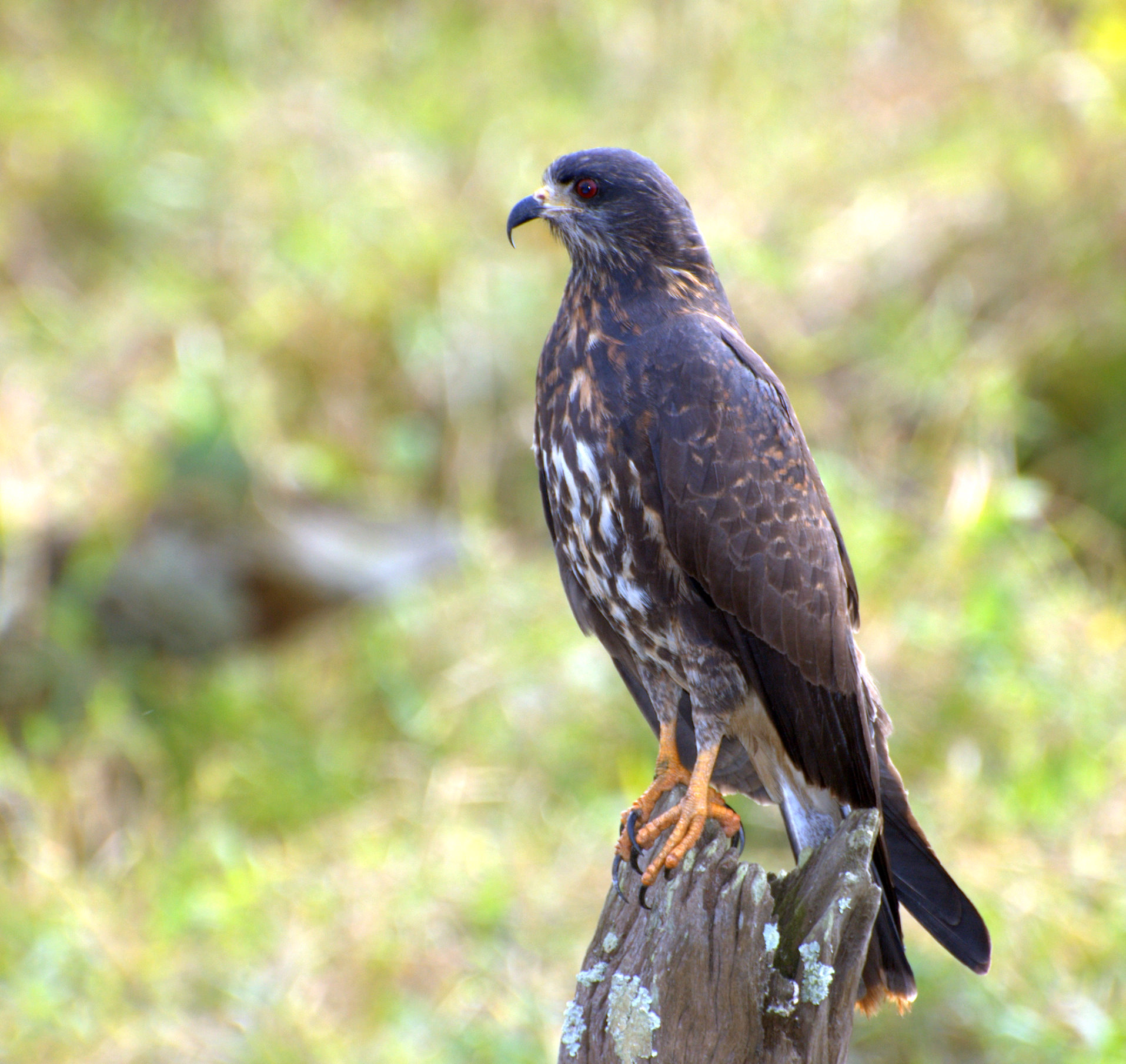
Subadult.
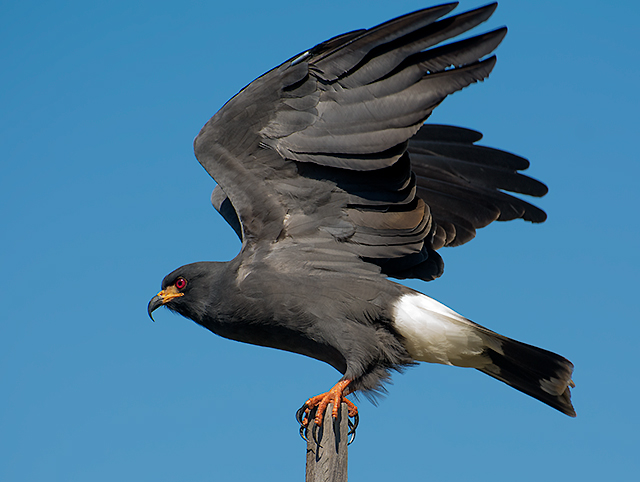
Adult hane.

## Utbredning och systematik
Snäckgladan delas upp i tre underarter med följande utbredning:
- Rostrhamus sociabilis plumbeus – förekommer i sötvattensvåtmarker i Florida, på Kuba och Isla de la Juventud.
- Rostrhamus sociabilis major – förekommer i östra Mexiko och Petén i norra Guatemala.
- Rostrhamus sociabilis sociabilis – förekommer från Honduras och Nicaragua till Brasilien och nordöstra Argentina.

Vissa urskiljer även underarten levis med utbredning på Kuba och Isla de la Juventud, och begränsar därmed plumbeus till Florida.

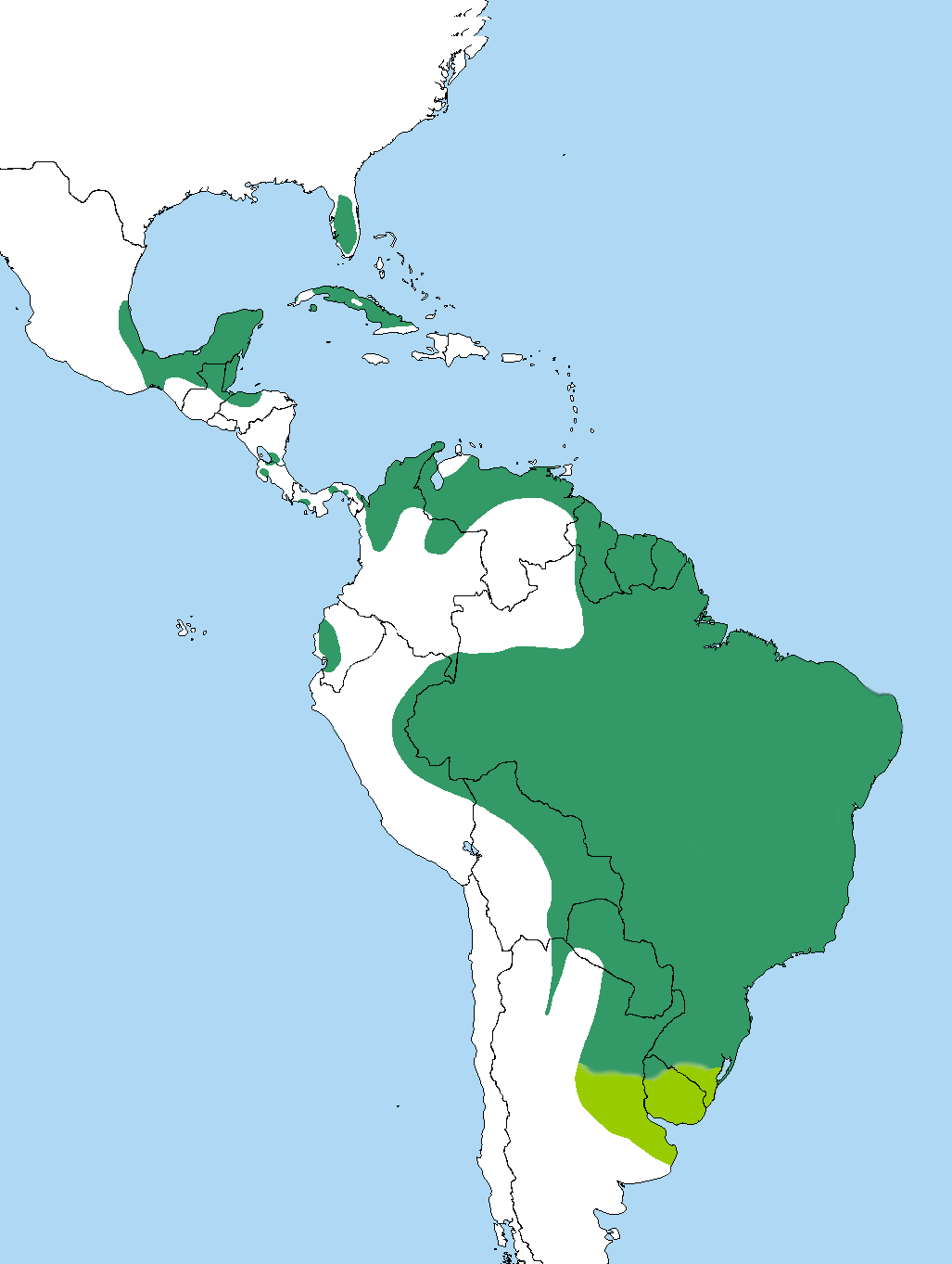
Utbredningsområde:Mörkgrönt visar förekomst året runt, ljusgrönt enbart häckningsområde sommartid.

### Släktskap
Snäckgladan är närmast släkt med vråkar, alltså avlägset släkt med de europeiska gladorna i Milvus och Elanus. Den bildar en klad tillsammans med de andra amerikanska våtmarkslevande arterna tranvråk (Geranospiza caerulescens), svarthalsad vråk (Busarellus nigricollis) och troligen smalnäbbsglada (Helicolestes hamatus). Den placeras numera som ensam art i släktet Rostrhamus. Tidigare inkluderades smalnäbbad glada i släktet, men denna förs numera som ensam art till ett eget släkte, Helicolestes. Den tros dock vara nära besläktad med släktgladan, men inga genetiska studier har ännu utförts på arten.

## Levnadssätt
Snäckgladan är en rätt social fågel som ses i par eller smågrupper flygande lågt över grunda och öppna våtmarker med långsamma vingslag. Arten är specialiserad på äppelsnäckor (Pomacea). I USA häckar den mellan februari och juli, i tropiska områden under regnperioden, exempelvis januari till september i Surinam.

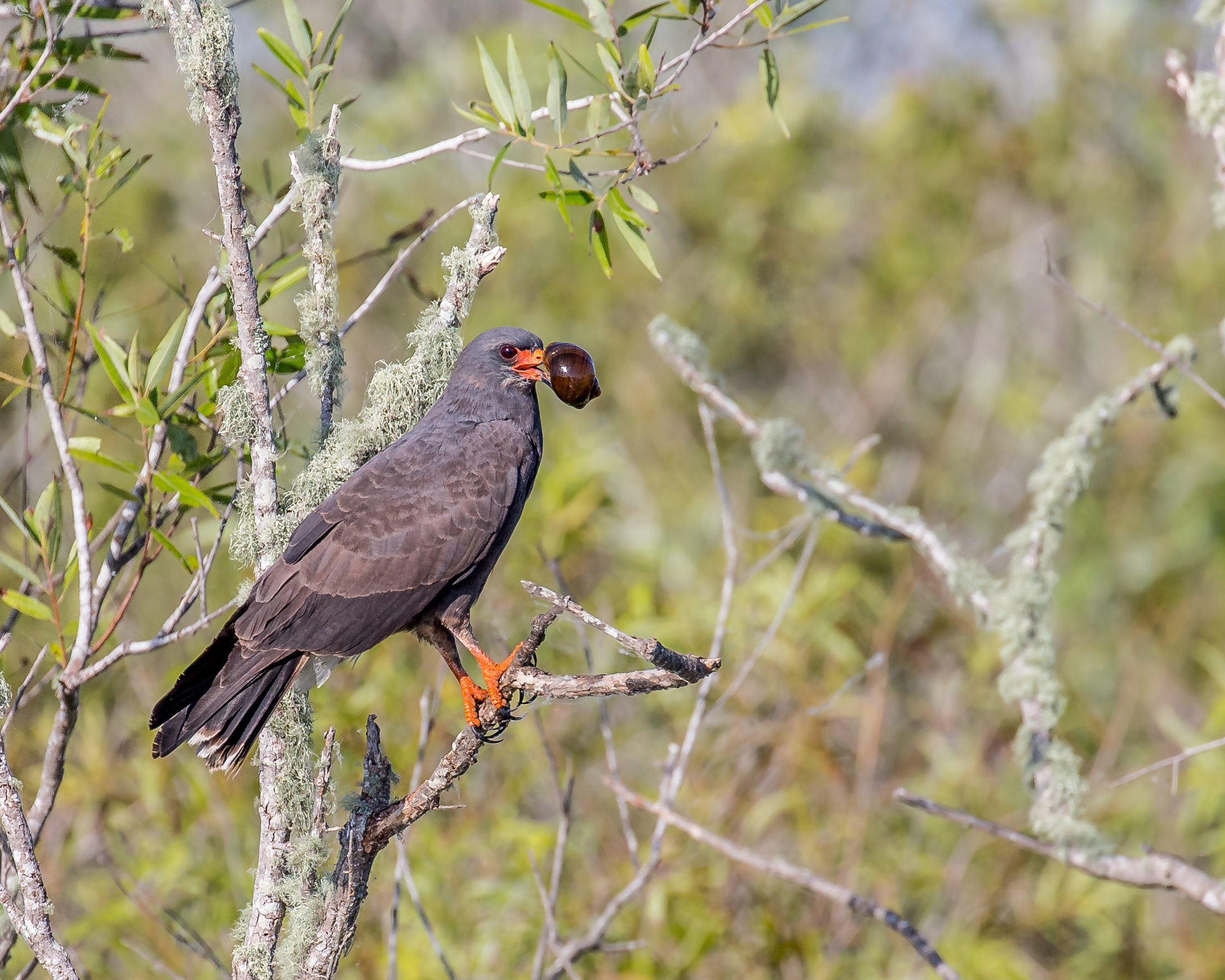
Med nyfångad äppelsnäcka.

## Status och hot
Arten har ett stort utbredningsområde och en stor population med stabil utveckling. Utifrån dessa kriterier kategoriserar IUCN arten som livskraftig (LC). Beståndet uppskattas till två miljoner vuxna individer.

## Namn
Snäckgladans vetenskapliga artnamn sociabilis betyder "social" och syftar på artens beteende. Släktesnamnet Rostrhamus betyder "kroknäbb", av latinets rostrum för "näbb" och hamus, "krok".